# Distretto di Forpoh
Il distretto di Forpoh è un distretto della Liberia facente parte della contea di Grand Kru.